# Paul Dätwyler
Paul Dätwyler (ur. 13 marca 1916 w Lyss, zm. 25 lipca 1984) – szwajcarski zapaśnik walczący w stylu wolnym. Dwukrotny olimpijczyk. Czwarty w Berlinie 1936 i odpadł w eliminacjach w Londynie 1948. Walczył w kategorii 79–87 kg. Brązowy medalista mistrzostw Europy w 1937 roku.
- Turniej w Belinie 1936 - 79 kg

Wygrał z Turkiem Mustafą Avcioğlu-Çakmakiem i Czechosłowakiem Hubertem Prokopem. Przegrał z Estończykiem Augustem Neo i Amerykaninem Rayem Clemonsem.
- Turniej w Londynie 1948 - 87 kg

Wygrał z Antonem Vogelem z Austrii i Belgiem Jeanem-Baptistem Benoyem, a przegrał z André Brunaudem z Francji.